# Gravosa
Gravosa (Santa Croce) (in croato Gruž) è un quartiere periferico della città croata di Ragusa.
Gravosa è posta alcuni chilometri ad ovest del centro storico, oltre la penisola di Lapiduzzo, e si affaccia su un golfo che ospita il porto cittadino.
In passato, nel quartiere di Gravosa era posta la stazione ferroviaria cittadina (capolinea della linea Uskoplje–Ragusa), collegata al centro da una linea tranviaria.